# Diocesi di Stefaniaco
La diocesi di Stefaniaco (in latino Dioecesis Stephanensis o Stephanicensis) è una diocesi soppressa e sede titolare della Chiesa cattolica.

## Storia
La diocesi di Stefaniaco, collocata nell'entroterra albanese tra le sedi di Durazzo, Croia e Benda, ha origini incerte. Essa appare per la prima volta, tra le suffraganee di Durazzo, nella Notitia Episcopatuum attribuita all'imperatore Leone VI (inizio X secolo). Unico vescovo greco noto di questo periodo è Cosma, che partecipò al Concilio di Costantinopoli dell'879-880 che riabilitò il patriarca Fozio di Costantinopoli.
In seguito non si conosce più nulla di questa diocesi, fino a quando, nel XIII secolo, con l'arrivo degli Angioini, furono istituite diverse sedi di rito latino nel regno d'Albania. In questa occasione fu istituita la diocesi latina di Stefaniaco, unita a quelle di Benda e di Prisca. Il primo vescovo noto di Stefaniaco e Benda è Demetrio di Scutari, trasferito alla sede arcivescovile di Durazzo nel 1363.
Nel XVI secolo la città di Stefaniaco fu distrutta in seguito all'occupazione turca della regione. Uno degli ultimi vescovi, Nicola Mecansio, fu incaricato dai suoi fedeli di recarsi a Venezia nel 1602 per chiedere aiuto contro il nemico turco.
Nel 1615 una nota ci informa che la chiesa non aveva una propria cattedrale e il vescovo risiedeva a Mamili. Poiché la sede di Durazzo, di cui Stefaniaco era suffraganea, era vacante, il vescovo di Stefaniaco si appellava direttamente alla Santa Sede, come diocesi immediatamente soggetta. Al vescovo di Stefaniaco fu concesso il titolo in commenda di vescovo di Albania con l'effettiva amministrazione della diocesi. Ad ogni modo, nella prima metà del XVII secolo, la diocesi fu definitivamente soppressa.
Dal 1933 Stefaniaco è annoverata tra le sedi vescovili titolari della Chiesa cattolica; dal 19 settembre 2022 il vescovo titolare è Maksym Rjabucha, S.D.B., esarca arcivescovile di Donec'k.

## Cronotassi

### Vescovi greci
- Cosma † (menzionato nell'879)

### Vescovi latini di Stefaniaco e Benda
- Demetrio † (? - 20 dicembre 1363 nominato arcivescovo di Durazzo)
- Giuliano † (? - 23 dicembre 1364 nominato vescovo di Carinola)
- Pietro di Anagni, O.P. † (16 dicembre 1365 - ? dimesso)
- Ludovico † (28 gennaio 1376 - ?)
- Andrea † (7 settembre 1387 - ?)
  - John Greyby, O.F.M. † (2 marzo 1403 - ?) (vescovo titolare)[5]
- Giorgio Pandusio, O.P. † (12 maggio 1404 - ? deceduto)
- Marino Canti, O.P. † (23 novembre 1418 - ? deceduto)
- Nicola Pastore † (7 gennaio 1431 - ? deceduto)
- Elia Sguri † (1455 - 2 agosto 1471 nominato vescovo di Croia)
- Nicola di Breta † (24 febbraio 1472 - ? deceduto)
- Luca Conti † (4 maggio 1494 - ? deceduto)
- Giovanni Almodonari, O.F.M. † (24 aprile 1499 - ? deceduto)
- Demetrio Valmio † (? deceduto)
- Andrea Aohiok † (18 settembre 1508 - ?)
- Siriano Dorug † (12 novembre 1512 - ?)
  - Juan Casella † (23 novembre 1517 - ?) (vescovo titolare)[6]
- Giorgio Sguri † (18 gennaio 1549 - prima del 1578 deceduto)
- Silvestro d'Albania, O.F.M. † (8 gennaio 1582 - ? deceduto)
- Nicola Mecansio, O.F.M. † (19 giugno 1592 - 1625 deceduto)
- Dominik Andrijasevic, O.F.M. † (1º dicembre 1625 - 1632 deceduto)

### Vescovi titolari
- Giovanni Stamati † (25 marzo 1967 - 20 febbraio 1979 nominato eparca di Lungro degli Italo-Albanesi)
- József Szendi † (5 aprile 1982 - 3 settembre 1983 nominato vescovo di Veszprém)
- Luis Robles Díaz † (16 febbraio 1985 - 7 aprile 2007 deceduto)
- Mario Delpini (13 luglio 2007 - 7 luglio 2017 nominato arcivescovo di Milano)
- Marcelo Julián Margni (5 dicembre 2017 - 7 agosto 2021 nominato vescovo di Avellaneda-Lanús)
- Maksym Rjabucha, S.D.B., dal 19 settembre 2022